# Арлекино (миньон)
«Арлеки́но» — сингл Аллы Пугачёвой, выпущенный в СССР фирмой «Мелодия» в 1975 году. Стал первым отечественным сольным релизом певицы — два предыдущих миньона были сборными.
Первоначально был издан 21 июля 1975 года в моноварианте на гибкой пластинке, однако необычайный успех заглавной песни способствовал полноценному изданию на твёрдой пластинке в стерео осенью того же года. Миньон имеет несколько вариантов обложек, так как его тираж неоднократно допечатывался. Общий тираж пластинки составил 14 миллионов экземпляров.
Песня «Арлекино» стала поворотной в творческой судьбе певицы — именно с ней Алла Пугачёва была удостоена Гран-при международного конкурса вокалистов «Золотой Орфей» в Болгарии в 1975 году. Победа на конкурсе (который был показан советским Центральным телевидением) принесла Пугачёвой не только широкую всесоюзную известность, но и первый международный успех. В Болгарии вышел сингл с записью концертного исполнения песни, а несколько позднее в ГДР вышла запись песни «Арлекино» на немецком языке (см. Harlekino (сингл)). С «Арлекино» началась сольная карьера Аллы Пугачёвой: до этого она работала как вокалистка различных музыкальных коллективов.
Несмотря на явную успешность миньона, песни из него на долгоиграющем диске появились лишь в 1979 году на альбоме «Арлекино и другие» — втором студийном альбоме Пугачёвой.

## Список композиций
| №                   | Название            | Текст песни         | Музыка                                     | Длительность |
| ------------------- | ------------------- | ------------------- | ------------------------------------------ | ------------ |
| 1.                  | «Арлекино»          | Борис Баркас        | Эмил Димитров, Павел Слободкин (обработка) | 4:30         |
| Общая длительность: | Общая длительность: | Общая длительность: | Общая длительность:                        | 4:30         |

| №                   | Название            | Текст песни         | Музыка                      | Длительность |
| ------------------- | ------------------- | ------------------- | --------------------------- | ------------ |
| 2.                  | «Посидим, поокаем»  | Илья Резник         | Александр Муромцев (Шепета) | 3:25         |
| 3.                  | «Ты снишься мне»    | Николай Шумаков     | Алексей Мажуков             | 3:42         |
| Общая длительность: | Общая длительность: | Общая длительность: | Общая длительность:         | 7:07         |

## Участники записи
| Основной вокал: | Алла Пугачёва | 1—3      |
| Бэк-вокал:      | Вокально-инструментальный ансамбль «Весёлые ребята», руководитель Павел Слободкин                                       | 1        |
| Бэк-вокал:      | Хор Центрального телевидения и Всесоюзного радио СССР                                                                   | 3        |
| Аккомпанемент:  | Вокально-инструментальный ансамбль «Весёлые ребята», руководитель Павел Слободкин                                       | 1, 2, 3* |
| Аккомпанемент:  | Эстрадно-симфонический оркестр Центрального телевидения и Всесоюзного радио СССР, руководитель и дирижёр Юрий Силантьев | 3        |
| Аранжировка:    | Валерий Дурандин | 1        |
| Аранжировка:    | Вадим Голутвин | 2        |
| Аранжировка:    | Алексей Мажуков | 3        |

* — в записи этой композиции приняла участие только ритм-группа ансамбля.